# Hermann Friedrich Teichmeyer
Hermann Friedrich Teichmeyer (30 de abril de 1685, Hann. Münden - 5 de febrero de 1744 Jena) fue un médico forense, taxónomo, naturalista, y explorador alemán.

## Biografía
Era el hijo del médico del pueblo de Hann. Munden Hermann Theodor Teichmeyer. Estudió humanidades en su ciudad natal, y luego sigue en la Universidad de Leipzig. Luego se trasladó a la Universidad de Jena, donde en 1705 se convirtió en Doctor en Medicina y en 1707 adquirió el grado académico de Magíster, y fue docente de la universidad. En 1717 es profesor de tiempo completo de física experimental, en 1719 en medicina, en 1727 botánica en la Universidad de Jena y fue un pionero de la medicina forense. En 1724, se celebran en Jena, las primeras conferencias en necropsia. Publicó uno de los primeros libros de texto médicos forenses del Imperio alemán Institutiones medicinae legalis vel forensis (1723), e impreso en traducción alemana  Hermann Friedrich Teichmeyers Anweisung zur gerichtlichen Arzneygelahrheit : worinnen die vornehmsten Materien so theils im bürgerlichen Leben vorfallen theils bey Gerichten und Schöppenstühlen … abgehandelt werden. (Núremberg, Raspischen Librería, 1752).
También participó en las tareas de organización de la Jenaer Salana en los períodos de verano de 1726 y los semestres de invierno de 1727, 1733, 1739.
En 1743 fue rector del Alma Mater.

## Algunas publicaciones
- 1730. Medicae facultatis Decani Hermanni Friderici Teichmeyeri ... Programma invitatorium secundum de caapeba, sive parreira brava: dissertationi inaugurali de auro ... praemissum. Ed. Mullerus, 8 p.

- 1724. Exercitatio acad. de elatere sanguinis. Con Johann C. Tannenberger, 23 p.

- 1717. Elementa philosophiae naturalis experimentalis. Ed. Bielck, 171 p.

## Honores

### Membresías
- 1731: elegido en Leopoldina.

### Eponimia
- (Lecythidaceae) Teichmeyeria Scop.[3]
- La abreviatura «Teichm.» se emplea para indicar a Hermann Friedrich Teichmeyer como autoridad en la descripción y clasificación científica de los vegetales.[4]